# Ес Ес И Арена (Белфаст)
„The SSE Arena“ е спортен център, намиращ се в Queen's Island, Белфаст, Северна Ирландия.
Отваря врати през 2001 година. Има капацитет до 11 000 зрители.